# Oanob-Damm
Der Oanob-Damm ist eine Talsperre in Namibia, rund sieben Kilometer westlich von Rehoboth. Der  Oanob-Damm wurde 1990 als Bogenstaumauer fertiggestellt. Sein Stausee hat ein Fassungsvermögen von rund 34,505 Millionen m³, womit er den Hauptwasserspeicher für Rehoboth bildet. Das Einzugsgebiet hat eine Größe von etwa 2700 km².
Der Oanob-Damm wird durch den Oanob gespeist und liegt im Oanob-Erholungsgebiet, in welchem unter anderem Wasserski und andere Wassersportarten angeboten werden.